# Holy Spirit Movement
Holy Spirit Movement (HSM), även känd som Lakwena’s Holy Spirit, var en ugandisk rebellgrupp som växte fram 1987–1989. Gruppen leddes av Alice Lakwema, som uppgav sig vara ett andemedium under ledning av anden Lakwena.[källa behövs] Syftet var att strida mot Yoweri Musevenis regim.
Alice Auma, som tillhör folket acholi, skulle ha instruerats av Lakwena att bilda HSM i augusti 1986. Egentligen var Holy Spirit Movement den politiska grenen av organisationen och Holy Spirit Mobile Force den militära grenen, men det fanns ingen riktig uppdelning av funktionerna och namnen används omväxlande.
Efter att ha samlat en liten grupp anhängare övertygade Alice Auma rebellgruppen Uganda People's Democratic Army (UPDA) att ställa några av sina soldater under hennes befäl i november 1986.[källa behövs] Hon meddelade anhängarna att de hade Guds beskydd och att inga kulor skulle skada dem om de smorde in sig med sheasmör.
I november och december 1986 åstadkom HSMF två oväntade segrar över regeringsstyrkor (National Resistance Army). Dessa segrar gav omfattande folkligt stöd, även bland andra etniska grupper i norra Uganda förutom acholi, och lockade nya rekryter till HSM. En stor del av det folkliga stödet berodde på en strikt men rättvis uppsättning riktlinjer som gavs till anhängarna och styrde förhållandet mellan HSM-rebellerna och folkmassan, vilket skapade ett positivt intryck jämfört med regeringen och andra rebellgrupper som ofta uppfattades missbrukar sin militära styrka.
Holy Spirit Movement stred som en reguljär armé som erövrade och försvarade territorium och utkämpade slag mot regeringsstyrkor, men hade ett antal inslag som utomstående uppfattade som bisarra. Andliga "kontrollanter" integrerades i varje enhet. Förutom att utföra tjänster som att ta hand om Alice Auma när hon var besatt smorde de in soldater med välsignad olja, som antogs kunna hejda kulor om soldatens själ var ren. Stenar välsignades så att de skulle explodera som granater, och soldater gick i strid i korsformade formationer medan de sjöng psalmer. HSM led ett antal svåra förluster, särskilt när regeringssoldater hade maskingevär att skjuta med mot de psalmsjungande korsformationer som vandrade emot dem, men dessa metoder var ändå överraskande effektiva.
Alliansen mellan Uganda People's Democratic Army och HSM splittrades snart. I början av 1987 försökte UPDA ta över HSM:s civila resursbas genom att terrorisera rörelsens anhängare till underkastelse. Trots fortsatta konflikter med andra rebellgrupper inledde HSM en offensiv i augusti 1987 med målet att inta Kampala och inleda ett paradis på jorden. I november 1987 hade rörelsen utvidgat sina styrkor långt in i områden där den inte hade något folkligt stöd. Efter att ha lidit en serie nederlag blev det skakade HSM avgörande besegrat 50 miles från Kampala i ett slag i en skog där regeringsarmén använde överväldigande artilleristöd.[källa behövs] Lakwena flydde därefter till Kenya där hon avled i ett  flyktingläger 2007.
Holy Spirit Movement lämnade i sitt kölvatten ett antal mindre rebellgrupper som efterhärmade dess kiliastiska budskap. De flesta av dessa grupper urartade snart till banditgäng, upplöstes när medlemmarna drog sig ur, eller besegrades av regeringsstyrkor eller andra rebellgrupper. En av dessa grupper blev dock småningom Herrens motståndsarmé, som fortfarande är verksam och terroriserar Acholiland.